# 三氟亚硝基甲烷
三氟亚硝基甲烷（通常簡稱TFNM）是一种有毒的有机化合物，化学式为CF3NO，由一個三氟甲基與一個亞硝基共價結合而成。它是深蓝色的气体，这种獨特的颜色对于气体来说不寻常。

## 歷史
1936年，弗羅茨瓦夫大學的Otto Ruff和Manfred Giese首次合成了三氟亞硝基甲烷。它是由硝酸銀和氧化銀的存在下對氰化銀進行氟化反應產生的。

## 生產
三氟亞硝基甲烷可以由三氟碘甲烷和一氧化氮在紫外光下反應產生，在常壓下產量高達90%。需要少量的汞作為催化劑。該反應的結果是碘作為副產物產生。
亚硝酰氯和三氟乙酸酐之間的反应也可以制备三氟亚硝基甲烷。

## 性質
儘管由於其氟取代基，三氟亞硝基甲烷在動力學上更穩定，但與其他亞硝基化合物一樣具有弱C-N鍵，只有39.9 kcal/mol。

## 外部連結
- 维基共享资源上的相關多媒體資源：三氟亚硝基甲烷